# Film és irodalom Erdélyben
Film és irodalom Erdélyben (1918-1980) Film és irodalom – a művészet e két ága tárgykörben is, stílusban is hat egymásra. A filmművészet, függetlenítve magát a színpadi művészettől, sajátos kifejezési formákat keresett, de az irodalomból maga is átvette a témákat és saját nyelvezetéhez idomította a forgatókönyvek nyomán vászonra kerülő regények, elbeszélések vagy színdarabok anyagát.

## Előzmények
Kolozsvárt már 1913-ban elkészült az első erdélyi némafilm, A sárga csikó, Csepreghy Ferenc népszínműve nyomán, Janovics Jenő színigazgató kezdeményezésére. 1914-ben megalakult a PROJA (Projectograph Janovics) stúdió ezzel a jelszóval: "A szűz művészet talaján kell az erdélyi kinematográfiát megteremteni." A kolozsvári stúdió olyan kiváló rendezőkkel indult, mint Korda Sándor, Kertész Mihály, Garas Márton és Fekete Mihály. Irodalmi témákat filmesítettek meg, s az öt év alatt (1914-18) elkészült 48 film közt a nagy sikert aratott Bánk bán, az Arany-ballada nyomán készült Tetemrehívás, valamint Bródy Sándor A tanítónő, Csiky Gergely Nagymama, Gvadányi József A peleskei nótárius, Szigligeti Ede Liliomfi c. színműveinek filmváltozata szerepelt. A Havasi Magdolna c. filmben (1915) románok és magyarok együtt jelentek meg színes népviseletükben.

## A két világháború közt
Janovics Jenő 1920-ban is rendezett még Kolozsvárt filmet C. Levaditi román professzor és Gyalui Jenő A világ rémségei c. forgatókönyve alapján. A cselekményes formába öntött egészségügyi oktatófilm főszerepeit Fekete Mihály, Poór Lili, Izsáky Margit, Baróthy Erzsi, Lengyel Vilmos, Nagy Gyula és Bretán Miklós játszotta. A hangosfilm első korszakában Romániában nem született magyar nyelvű és témájú film, annál szorosabb együttműködés jött létre a román és a magyar filmesek között. Az Első szerelem c. film a budapesti Hunnia Studió és az aradi Standard Film közös alkotása, magyar változatát Fejős Pál rendezte, a román változat forgatókönyvét N. D. Cocea készítette; közreműködött benne a bukaresti és a budapesti opera, külső felvételekre a kalotaszegi Szucságon került sor román és magyar lakosok bevonásával (1934). Budapesten filmesítették meg az erdélyi származású Indig Ottó Torockói menyasszony c. erdélyi tárgyú színdarabját (1937), Nyirő József Uz Bence c. regényét (1938), Hunyady Sándor Erdélyi kastély c. színművét (1939).
A két világháború közt jelentősen hozzájárult filmkultúránk elméleti megalapozásához a Korunk, főleg első öt évfolyamával (1926-30); hasábjain sok a filmkritika olyan játékfilmekről, amelyeket a filmtörténet máig is számon tart, és számos tanulmány foglalkozik a film műszaki és művészeti kérdéseivel. Több más filmcikk között az 1926-os évfolyamban Gró Lajos A beszélő film, Hevesy Iván Chaplin, Kállai Ernő Piktúra és film, Kassák Lajos Az orosz film címen értekezett, 1927-ben jelent meg Gaál Gábor kétrészes nagy tanulmánya, A film és kritikája, 1928-ban Diószeghy Tibor Tragikus hős a filmen, 1930-ban Balázs Béla A kispolgár és a film, Dienes László (d. 1. szignóval) Szociális riportázsfilm és Moholy Nagy László Az új film problémái című nagy lélegzetű írásait közölte a lap. A gazdag anyag szerepet játszott abban, hogy korszerűsödő művelődésbe a film megújulásával egyidejűleg épült be az igényes filmkultúra.

## 1940-től 1980-ig
Az 1940-es évek egyik legjelentősebb magyar filmje Nyirő József Kopjafák és Havasok könyve című köteteinek elbeszélései alapján készített Emberek a havason; Szőts István rendezte, aki Fekete Ferenc operatőrrel s a főszerepekben Görbe Jánossal és Szellay Alice-szal „olyan gyönyörű filmkölteményt varázsolt filmszalagra, amely meghökkentette a filmszakmát és a közönséget egyaránt” – amint az egyik színházi lap megállapította. A film elnyerte a velencei biennálé nagydíját. Filmsiker volt Séfeddin Sevket Tibor kolozsvári író Kalotaszegi madonna c. regényének (Kolozsvár, 1943) vászonra vitele is.
A második világháború után Tamási Áron nyomán magyar filmgyárban készült Mezei próféta (1948) nem aratott sikert. 1957-ben ugyancsak Budapesten megfilmesítették Hunyady Sándor egy régi kolozsvári elbeszélését (Bakaruhában), a kolozsvári Bara Margittal a női főszerepben.
A későbbi évtizedekben a román filmgyártás készített Sütő András írásaiból két román nyelvű filmet. Az egyik rövidfilm (Félrejáró Salamon), a másik a Tékozló szerelem c. játékfilm, amely Castelanii címen került forgalomba, Domokos Géza Utak c. filmriportja Kovászna megyéről folytatja a sort; ez kétnyelvű; egy újabb filmje (De bună voie și nesilit de nimeni, magyar címe Minden kényszer nélkül) 1974-ben került bemutatásra Széles Annával és Fábián Ferenccel a főbb szerepekben, Maria Callas-Dinescu rendezésében. A magyarországi filmgyártás jelentős alkotása a kolozsvári Bodor Ádám Plusz-mínusz egy nap c. elbeszéléséből készült film Fábri Zoltán rendezésében; a szerző Utasemberek c. novelláját ugyanott Bacsó Péter filmesítette meg. A Sütő András drámájából készült magyar film a Csillag a máglyán, 1979-ben került a budapesti közönség elé, Ádám Ottó rendezésében.
A romániai magyar filmgyártás csírái mutatkoztak a Román Televízió magyar adásai számára készült művészi tévéfilm műfajában (televízió és irodalom). Külön figyelmet érdemel Szilágyi Varga Zoltán Gordiuszi csomó c. rajzfilmje, amely a bukaresti Animafilm műhelyében készült s 1980-ban a rajzfilmek zágrábi világfesztiválján első díjat kapott.